# Січинський Теодосій
Січ́инський Теодóсій (жив на зламі XVII і XVIII ст.) — український церковний маляр і різьбар, ігумен василіянського монастиря в с. Виспі біля Бібрки.
Автор іконостасу у церкві Краснопущанського монастиря.